# Meleagros portik
Meleagros portik (latin: Porticus Meleagri) var en portik vid Saepta Iulia på centrala Marsfältet i antikens Rom. Den omnämns endast i Discriptio XIIII Regionum Urbis Romæ. Portiken var förmodligen uppkallad efter en staty eller en målning, föreställande den grekiske heron Meleagros.
Det har inte klarlagts om Meleagros portik var en fristående portik eller om den utgjorde en del av Saepta Iulia.